# Lucień (gmina)
Lucień – dawna gmina wiejska istniejąca do 1954 roku w woj. warszawskim. Nazwa gminy pochodzi od wsi Lucień, lecz siedzibą władz gminy był Rogożewek.
W okresie międzywojennym gmina Lucień należała do powiatu gostynińskiego w woj. warszawskim. Gmina składała się z dwóch części, przeciętych eksklawą Gostynina. 1 lipca 1925 od gminy Lucień odłączono osadę Drzewce, którą włączono do Gostynina.
Po wojnie gmina zachowała przynależność administracyjną. Według stanu z 1 lipca 1952 roku gmina składała się z 24 gromad. Gminę zniesiono 29 września 1954 roku wraz z reformą wprowadzającą gromady w miejsce gmin. Jednostki nie przywrócono 1 stycznia 1973 roku po reaktywowaniu gmin, a jej dawny obszar wszedł głównie w skład gminy Gostynin.